# Daniel Ericsson
Daniel Ericsson, född 1967 är en svensk ekonomie doktor från Handelshögskolan i Stockholm, verksam som professor i företagsekonomi med inriktning mot organisation och ledning vid Linnéuniversitetet och gästprofessor i kulturentreprenörskap, Lunds universitet. Han har tidigare varit gästprofessor i organisation och ledarskap på Urbana Studier vid Malmö Högskola samt professor i organisation och ledarskap på Høgskolen i Østfold. Hans forskningsområde är ledarskap, entreprenörskap och organisation, med fokus på kreativitet. Hans doktorsavhandling Kreativitetsmysteriet – Ledtrådar till arbetslivets kreativisering och skrivandets metafysik fick Civilekonomernas pris för "Årets Avhandling 2002".